# Список гербов с изображением Пфальцского льва

Пфальцский лев

Этот список гербов с изображением Пфальцского льва включает в себя муниципальные гербы, а также другие гербы и эмблемы, на которых изображен Пфальцский лев.

## Пфальцский лев в гербах региональных органов и административных единиц
Ключ к столбцам
- Статус:

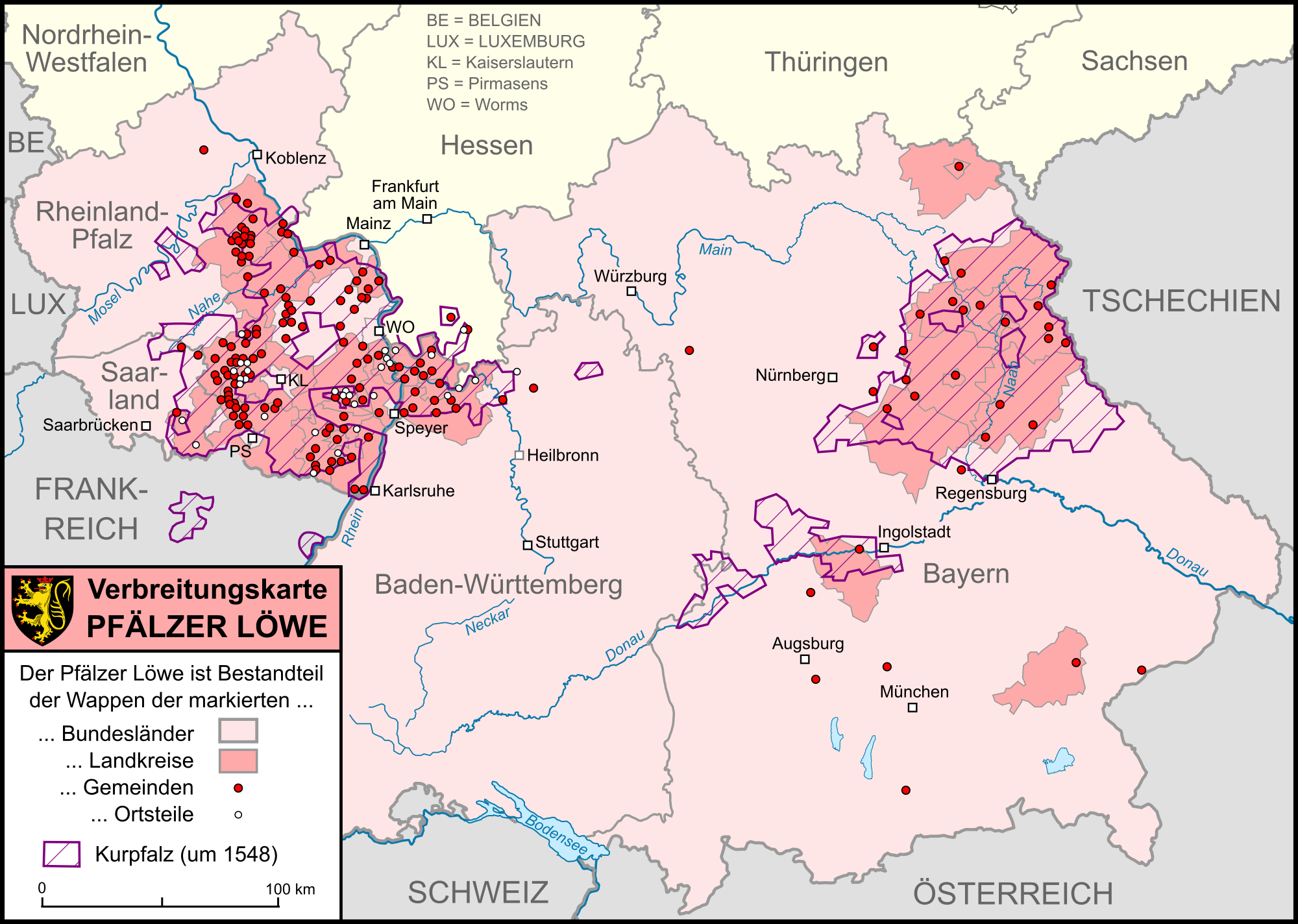
Распространение Пфальцского льва

  - Федеральная земля = федеральная земля Германии (нем. Bundesland)
  - адм. округ = Административный округ (нем. Regierungsbezirk)
  - район = район (нем. Kreis/Landkreis)
  - выс. адм. = администрация более высокого уровня (нем. höhere Kommunalverwaltung)
  - управление = объединение нескольких коммун с совместным управлением (нем. Verbandsgemeinde)
  - округ = деревня / район города / округ и другие административные единицы ниже муниципального уровня (нем. Ortsteil)
  - коммуна = община или коммуна в Германии (нем. Gemeinde)
- Особенности:
  - Используется только там, где есть варианты от обычного дизайна или ссылки на отдельные статьи

| Герб                         | Статус                 | название                                                        | муниципалитет / район / административный округ | земля                     | особенности                                                                       |
| ---------------------------- | ---------------------- | --------------------------------------------------------------- | ---------------------------------------------- | ------------------------- | --------------------------------------------------------------------------------- |
|                              | город                  | Нойштадт-ан-дер-Вайнштрасе                                      | Нойштадт-ан-дер-Вайнштрасе                     | Рейнланд-Пфальц           |                                                                                   |
|                              | город                  | Гейдельберг                                                     | Гейдельберг                                    | Баден-Вюртемберг          | на зеленой горе                                                                   |
|                              | город                  | Плайштайн                                                       | Нойштадт-ан-дер-Вальднаб                       | Бавария                   |                                                                                   |
|                              | город                  | Шрисхайм                                                        | Рейн-Неккар (район)                            | Баден-Вюртемберг          | стоит на двух диагонально-скрещенных стрелах                                      |
|                              | город                  | Альтдорф-бай-Нюрнберг                                           | Нюрнбергер-Ланд                                | Бавария                   | держит щит                                                                        |
|                              | коммуна                | Альтрип                                                         | Рейн-Пфальц (район)                            | Рейнланд-Пфальц           | без короны, держит гербовый щит                                                   |
|                              | бывшая коммуна         | Дильсберг относится к Неккаргемюнд                              | Рейн-Неккар (район)                            | Баден-Вюртемберг          | без короны, держит гербовый щит                                                   |
|                              | город                  | Франкенталь (Пфальц)                                            | Франкенталь (Пфальц)                           | Рейнланд-Пфальц           |                                                                                   |
|                              | коммуна                | Хоршбах                                                         | Кузель-Альтенглан                              | Рейнланд-Пфальц           | покрыт косой серебряной волнообразной полосой                                     |
|                              | коммуна                | Ламбсхайм                                                       | Рейн-Пфальц (район)                            | Рейнланд-Пфальц           | держит гербовый щит                                                               |
|                              | выс. адм.              | Пфальц (районная власть)                                        | Пфальц (регион)                                | Рейнланд-Пфальц           |                                                                                   |
|                              | бывший адм. округ      | Пфальц (Бавария)                                                |                                                | Королевство Бавария       |                                                                                   |
|                              | город                  | Бад-Зобернхайм                                                  | Бад-Кройцнах (район)                           | Рейнланд-Пфальц           | держит в передних лапах Майнцское колесо                                          |
|                              | адм. округ             | Верхняя Бавария                                                 |                                                | Бавария                   |                                                                                   |
|                              | коммуна                | Клостеркумбд                                                    | Зиммерн-Хунсрюк                                | Рейнланд-Пфальц           | с двумя хвостами, держит золотой меч                                              |
| Wappen der Stadt Rheinböllen | город                  | Райнбёллен                                                      | Зиммерн-Хунсрюк                                | Рейнланд-Пфальц           |                                                                                   |
|                              | коммуна                | Квирнбах (Пфальц)                                               | Верхний Гранталь                               | Рейнланд-Пфальц           | без короны, сопротивляющийся, черное и золото поменяно местами                    |
|                              | бывший район           | Мангейм (район)                                                 |                                                | Баден-Вюртемберг          |                                                                                   |
|                              | коммуна                | Флоссенбюрг                                                     | Нойштадт-ан-дер-Вальднаб                       | Бавария                   | с красной короной и защищающий                                                    |
|                              | бывшая коммуна         | Хаммельбах относится к Гразелленбах                             | Бергштрасе                                     | Гессен                    |                                                                                   |
|                              | город                  | Браунау-ам-Инн                                                  | Браунау-ам-Инн (округ)                         | Верхняя Австрия           |                                                                                   |
|                              | город                  | Хоф (Зале)                                                      | Хоф (Зале)                                     | Бавария                   |                                                                                   |
|                              | город                  | Линденфельс                                                     | Бергштрасе                                     | Гессен                    |                                                                                   |
|                              | община                 | Лаутерхофен                                                     | Ноймаркт-ин-дер-Оберпфальц (район)             | Бавария                   | два повернутых друг к другу льва                                                  |
|                              | федеральная земля      | Баден-Вюртемберг                                                |                                                | Баден-Вюртемберг          |                                                                                   |
|                              | коммуна                | Асписхайм                                                       | Шпрендлинген-Гензинген                         | Рейнланд-Пфальц           | без короны                                                                        |
|                              | коммуна                | Беххофен (Пфальц)                                               | Управление Цвайбрюккен-Ланд                    | Рейнланд-Пфальц           | без короны                                                                        |
|                              | коммуна                | Эдинген-Неккархаузен                                            | Рейн-Неккар (район)                            | Баден-Вюртемберг          | без короны                                                                        |
|                              | коммуна                | Фёккельберг                                                     | Кузель-Альтенглан                              | Рейнланд-Пфальц           | покрыт косой серебряной волнообразной полосой                                     |
|                              | управление             | Управление Гау-Альгесхайм                                       | Майнц-Бинген (район)                           | Рейнланд-Пфальц           |                                                                                   |
|                              | город                  | Графенвёр                                                       | Нойштадт-ан-дер-Вальднаб                       | Бавария                   |                                                                                   |
|                              | город                  | Мангейм                                                         | Мангейм                                        | Баден-Вюртемберг          |                                                                                   |
|                              | бывшая коммуна         | Матценбах                                                       | Кузель (район)                                 | Рейнланд-Пфальц           | без короны, держит золотое мельничное колесо                                      |
|                              | коммуна                | Нанцдичвайлер                                                   | Верхний Гранталь                               | Рейнланд-Пфальц           | без короны                                                                        |
|                              | коммуна                | Нойнкирхен-ам-Поцберг                                           | Кузель-Альтенглан                              | Рейнланд-Пфальц           |                                                                                   |
|                              | коммуна                | Нидеркумбд                                                      | Зиммерн/Хунсрюк                                | Рейнланд-Пфальц           | без короны                                                                        |
|                              | земельный район        | Рейн-Хунсрюк                                                    |                                                | Рейнланд-Пфальц           |                                                                                   |
|                              | коммуна                | Ришвайлер-Мюльбах                                               | Талайшвайлер-Фрёшен                            | Рейнланд-Пфальц           |                                                                                   |
|                              | земельный район        | Юго-западный Пфальц                                             |                                                | Рейнланд-Пфальц           |                                                                                   |
|                              | бывшая коммуна         | Моосбрун относится к Шёнбрун                                    | Рейн-Неккар (район)                            | Баден-Вюртемберг          | без короны, черное и золото поменяно местами, черный защищается, с красным языком |
|                              | земельный район        | Рейн-Неккар (район)                                             |                                                | Баден-Вюртемберг          | черное и золото поменяно местами, для удовлетворения правил геральдических цветов |
|                              | бывшая коммуна         | Вагеншвенд относится к Лимбах                                   | Неккар-Оденвальд (район)                       | Баден-Вюртемберг          | без короны, черное и золото поменяно местами                                      |
|                              | бывший земельный район | Зинсхайм                                                        |                                                | Баден-Вюртемберг          |                                                                                   |
|                              | коммуна                | Динхайм                                                         | Рейн-Зельц                                     | Рейнланд-Пфальц           |                                                                                   |
|                              | коммуна                | Гондерсхаузен                                                   | Эммельсхаузен                                  | Рейнланд-Пфальц           |                                                                                   |
|                              | бывшая коммуна         | Лютцельзаксен относится к Вайнхайм                              | Рейн-Неккар (район)                            | Баден-Вюртемберг          |                                                                                   |
|                              | коммуна                | Майсборн                                                        | Эммельсхаузен                                  | Рейнланд-Пфальц           |                                                                                   |
|                              | город                  | Мендиг                                                          | Мендиг                                         | Рейнланд-Пфальц           |                                                                                   |
|                              | земельный район        | Нойштадт-ан-дер-Вальднаб (район)                                | Верхний Пфальц                                 | Бавария                   |                                                                                   |
|                              | коммуна                | Омбах                                                           | Верхний Гранталь                               | Рейнланд-Пфальц           | без короны                                                                        |
|                              | бывшая коммуна         | Оппау относится к Людвигсхафен                                  | Людвигсхафен                                   | Рейнланд-Пфальц           | без короны, с 1929 до 1938                                                        |
|                              | город                  | Вислох                                                          | Рейн-Неккар (район)                            | Баден-Вюртемберг          | без короны                                                                        |
|                              | бывшая коммуна         | Оппау относится к Людвигсхафен                                  | Людвигсхафен                                   | Рейнланд-Пфальц           | до 1929                                                                           |
|                              | коммуна                | Альтвайдельбах                                                  | Зиммерн/Хунсрюк                                | Рейнланд-Пфальц           | без короны                                                                        |
|                              | коммуна                | Бидерсхаузен                                                    | Талайшвайлер-Фрёшен – Вальхальбен              | Рейнланд-Пфальц           | без короны                                                                        |
|                              | коммуна                | Лонвайлер                                                       | Лаутереккен-Вольфштайн                         | Рейнланд-Пфальц           |                                                                                   |
|                              | коммуна                | Штайнальбен                                                     | Вальдфишбах-Бургальбен                         | Рейнланд-Пфальц           | без короны                                                                        |
|                              | коммуна                | Трайзен                                                         | Бад Мюнстер ам Штайн-Эбернбург                 | Рейнланд-Пфальц           | в короне, держит решетку                                                          |
|                              | коммуна                | Оберальбен                                                      | Кузель-Альтенглан                              | Рейнланд-Пфальц           | без короны                                                                        |
|                              | коммуна                | Муттершид                                                       | Зиммерн/Хунсрюк                                | Рейнланд-Пфальц           |                                                                                   |
|                              | город                  | Бахарах                                                         | Райн-Наэ                                       | Рейнланд-Пфальц           |                                                                                   |
|                              | коммуна                | Конкен                                                          | Кузель-Альтенглан                              | Рейнланд-Пфальц           | без короны                                                                        |
|                              | коммуна                | Лаубах (Хунсрюк)                                                | Зиммерн/Хунсрюк                                | Рейнланд-Пфальц           | с двумя хвостами, без короны                                                      |
|                              | коммуна                | Стенсельц                                                       | кантон Висамбур                                | Нижний Рейн               |                                                                                   |
|                              | бывшее управление      | Нирштайн-Оппенхайм                                              | Майнц-Бинген                                   | Рейнланд-Пфальц           |                                                                                   |
|                              | коммуна                | Оберштауфенбах                                                  | Кузель-Альтенглан                              | Рейнланд-Пфальц           | без короны                                                                        |
|                              | коммуна                | Бергхайм                                                        | Нойбург-Шробенхаузен                           | Бавария                   |                                                                                   |
|                              | коммуна                | Ильфесхайм                                                      | Рейн-Неккар (район)                            | Баден-Вюртемберг          |                                                                                   |
|                              | коммуна                | Ламбсборн                                                       | Кайзерслаутерн                                 | Рейнланд-Пфальц           | без короны                                                                        |
|                              | коммуна                | Менгершид                                                       | Зиммерн/Хунсрюк                                | Рейнланд-Пфальц           |                                                                                   |
|                              | коммуна                | Обригхайм (Баден)                                               | Неккар-Оденвальд                               | Баден-Вюртемберг          | без короны                                                                        |
|                              | коммуна                | Райфенберг                                                      | Талайшвайлер-Фрёшен – Вальхальбен              | Рейнланд-Пфальц           | без короны                                                                        |
|                              | коммуна                | Шефленц                                                         | Неккар-Оденвальд                               | Баден-Вюртемберг          | без короны                                                                        |
|                              | коммуна                | Шмаленберг                                                      | Вальдфишбах-Бургальбен                         | Рейнланд-Пфальц           | без короны                                                                        |
|                              | управление             | Вальдфишбах-Бургальбен                                          | Юго-западный Пфальц                            | Рейнланд-Пфальц           | без короны                                                                        |
|                              | коммуна                | Зеесбах                                                         | Бад-Кройцнах                                   | Рейнланд-Пфальц           |                                                                                   |
|                              | федеральная земля      | Рейнланд-Пфальц                                                 |                                                | Рейнланд-Пфальц           | детали герба                                                                      |
|                              | управление             | Хесхайм                                                         | Рейн-Пфальц                                    | Рейнланд-Пфальц           | без короны                                                                        |
|                              | управление             | Ламбсхайм-Хесхайм                                               | Рейн-Пфальц                                    | Рейнланд-Пфальц           | без короны, держит гербовый щит                                                   |
|                              | коммуна                | Колльвайлер                                                     | Вайлербах                                      | Рейнланд-Пфальц           | без короны                                                                        |
|                              | район                  | Майнц-Бинген                                                    | Майнц-Бинген                                   | Рейнланд-Пфальц           |                                                                                   |
|                              | район                  | Кайзерслаутерн                                                  | Кайзерслаутерн                                 | Рейнланд-Пфальц           |                                                                                   |
|                              | федеральная земля      | Бавария                                                         |                                                | Бавария                   | без короны, детали герба                                                          |
|                              | коммуна                | Дирмштайн                                                       | Бад-Дюркхайм                                   | Рейнланд-Пфальц           |                                                                                   |
|                              | герцогство             | Курпфальц                                                       |                                                | Священная Римская империя | исторический герб                                                                 |
|                              | герцогство             | Пфальц-Нейбург                                                  |                                                | Священная Римская империя | исторический герб                                                                 |
|                              | герцогство             | Пфальц-Фельденц                                                 |                                                | Священная Римская империя | исторический герб                                                                 |
|                              | коммуна                | Меккенхайм                                                      | Бад-Дюркхайм                                   | Рейнланд-Пфальц           |                                                                                   |
|                              | город                  | Ауэрбах-ин-дер-Оберпфальц                                       | Амберг-Зульцбах                                | Бавария                   |                                                                                   |
|                              | город                  | Бернау                                                          | Тиршенройт                                     | Бавария                   |                                                                                   |
|                              | город                  | Эшенбах-ин-дер-Оберпфальц                                       | Нойштадт-ан-дер-Вальднаб                       | Бавария                   |                                                                                   |
|                              | бывшая коммуна         | Фризенхайм относится к Людвигсхафен-ам-Райн                     | Людвигсхафен                                   | Рейнланд-Пфальц           | без короны                                                                        |
|                              | коммуна                | Хаслох                                                          | Бад-Дюркхайм                                   | Рейнланд-Пфальц           |                                                                                   |
|                              | город                  | Кемнат                                                          | Тиршенройт                                     | Бавария                   |                                                                                   |
|                              | управление             | Мендиг                                                          | Майен-Кобленц                                  | Рейнланд-Пфальц           | без короны, до 1973                                                               |
|                              | ярмарочная община      | Мосбах                                                          | Нойштадт-ан-дер-Вальднаб                       | Бавария                   |                                                                                   |
|                              | бывшая коммуна         | Неккархаузен относится к Эдинген-Неккархаузен                   | Рейн-Неккар (район)                            | Баден-Вюртемберг          |                                                                                   |
|                              | коммуна                | Нидероттербах                                                   | Бад Бергцаберн                                 | Рейнланд-Пфальц           |                                                                                   |
|                              | коммуна                | Обероттербах                                                    | Бад Бергцаберн                                 | Рейнланд-Пфальц           |                                                                                   |
|                              | район                  | Саарпфальц                                                      |                                                | Саар                      |                                                                                   |
|                              | город                  | Вайден-ин-дер-Оберпфальц                                        | Вайден-ин-дер-Оберпфальц                       | Бавария                   |                                                                                   |
|                              | управление             | Вахенхайм-ан-дер-Вайнштрасе                                     | Бад-Дюркхайм                                   | Рейнланд-Пфальц           |                                                                                   |
|                              | город                  | Лаймен                                                          | Рейн-Неккар (район)                            | Баден-Вюртемберг          | без короны, черное и золото поменяно местами                                      |
|                              | коммуна                | Эммельсхаузен                                                   | Эммельсхаузен                                  | Рейнланд-Пфальц           |                                                                                   |
|                              | бывшее управление      | Грюнштадт-Ланд                                                  | Бад-Дюркхайм                                   | Рейнланд-Пфальц           |                                                                                   |
|                              | бывший район           | Таубербишофсхайм                                                |                                                | Баден-Вюртемберг          |                                                                                   |
|                              | бывшее управление      | Талайшвайлер-Фрёшен                                             | Юго-западный Пфальц (район)                    | Рейнланд-Пфальц           |                                                                                   |
|                              | коммуна                | Вальдальгесхайм                                                 | Райн-Наэ                                       | Рейнланд-Пфальц           |                                                                                   |
|                              | управление             | Фрайнсхайм                                                      | Бад-Дюркхайм                                   | Рейнланд-Пфальц           |                                                                                   |
|                              | коммуна                | Фрайзен                                                         | Санкт-Вендель                                  | Саар                      |                                                                                   |
|                              | управление             | Нидер-Ольм                                                      | Майнц-Бинген                                   | Рейнланд-Пфальц           |                                                                                   |
|                              | федеральная земля      | Саар                                                            |                                                | Саар                      | детали герба                                                                      |
|                              | ярмарочная община      | Шнайттах                                                        | Нюрнбергер-Ланд                                | Бавария                   | без короны                                                                        |
|                              | коммуна                | Тифенбах (Хунсрюк)                                              | Зиммерн/Хунсрюк                                | Рейнланд-Пфальц           | без короны                                                                        |
|                              | коммуна                | Висбах (Пфальц)                                                 | Цвайбрюккен-Ланд                               | Рейнланд-Пфальц           | без короны                                                                        |
|                              | коммуна                | Гразелленбах                                                    | Бергштрасе                                     | Гессен                    |                                                                                   |
|                              | коммуна                | Хельтерсберг                                                    | Вальдфишбах-Бургальбен                         | Рейнланд-Пфальц           | без короны, повернут налево                                                       |
|                              | район                  | Вальдфишбах относится к Вальдфишбах-Бургальбен                  | Вальдфишбах-Бургальбен                         | Рейнланд-Пфальц           | без короны, повернут налево                                                       |
|                              | коммуна                | Фронхофен                                                       | Зиммерн/Хунсрюк                                | Рейнланд-Пфальц           | без короны, повернут налево, с двумя хвостами                                     |
|                              | город                  | Дахау                                                           | Дахау (район)                                  | Бавария                   | повернут налево                                                                   |
|                              | бывшая коммуна         | Зандхофен относится к Мангейм                                   | Мангейм                                        | Баден-Вюртемберг          | повернут налево, усилено золото и без короны, держит аббатский посох              |
|                              | ярмарочная община      | Хоэнфельс                                                       | Верхний Пфальц                                 | Бавария                   | глядит влево, золотой лев с красным языком                                        |
|                              | бывшая коммуна         | Мусбах-ан-дер-Вайнштрасе относится к Нойштадт-ан-дер-Вайнштрасе | Нойштадт-ан-дер-Вайнштрасе                     | Рейнланд-Пфальц           | повернут налево, без короны                                                       |
|                              | коммуна                | Вальхальбен                                                     | Талайшвайлер-Фрёшен – Вальхальбен              | Рейнланд-Пфальц           | без короны, повернут налево                                                       |
|                              | коммуна                | Франквайлер                                                     | Ландау-Ланд                                    | Рейнланд-Пфальц           | повернут налево                                                                   |
|                              | бывшая коммуна         | Гиммельдинген относится к Нойштадт-ан-дер-Вайнштрасе            | Нойштадт-ан-дер-Вайнштрасе                     | Рейнланд-Пфальц           | повернут налево                                                                   |
|                              | бывшая коммуна         | Хаардт-ан-дер-Вайнштрасе относится к Нойштадт-ан-дер-Вайнштрасе | Нойштадт-ан-дер-Вайнштрасе                     | Рейнланд-Пфальц           | повернут налево, без короны                                                       |
|                              | бывший район           | Гейдельберг                                                     |                                                | Баден-Вюртемберг          |                                                                                   |
|                              | район                  | Хоф                                                             | Верхняя Франкония                              | Бавария                   | повернут налево                                                                   |
|                              | район                  | Кузель                                                          |                                                | Рейнланд-Пфальц           | повернут налево, без короны                                                       |
|                              | бывшая коммуна         | Лахен-Шпайердорф относится к Нойштадт-ан-дер-Вайнштрасе         | Нойштадт-ан-дер-Вайнштрасе                     | Рейнланд-Пфальц           | повернут налево, без короны                                                       |
|                              | район                  | Мюльдорф-ам-Инн                                                 | Верхняя Бавария                                | Бавария                   | повернут налево                                                                   |
|                              | коммуна                | Нойеркирх                                                       | Зиммерн/Хунсрюк                                | Рейнланд-Пфальц           | повернут налево                                                                   |
|                              | район                  | Ноймаркт-ин-дер-Оберпфальц                                      | Верхний Пфальц                                 | Бавария                   | повернут налево                                                                   |
|                              | район                  | Тиршенройт                                                      | Верхний Пфальц                                 | Бавария                   | повернут налево                                                                   |
|                              | коммуна                | Барбельрот                                                      | Бад-Бергцаберн                                 | Рейнланд-Пфальц           | повернут налево                                                                   |
|                              | коммуна                | Биркенхёрдт                                                     | Бад-Бергцаберн                                 | Рейнланд-Пфальц           | повернут налево                                                                   |
|                              | бывший район           | Нойштадт-ан-дер-Вайнштрасе                                      |                                                | Рейнланд-Пфальц           |                                                                                   |
|                              | район                  | Рейн-Пфальц (район)                                             |                                                | Рейнланд-Пфальц           | повернут налево, без короны (до 2003 «район Людвигсхафен»)                        |
|                              | коммуна                | Заргенрот                                                       | Зиммерн/Хунсрюк                                | Рейнланд-Пфальц           | повернут налево, без короны                                                       |
|                              | район                  | Южный Вайнштрассе                                               |                                                | Рейнланд-Пфальц           | повернут налево, без короны                                                       |
|                              | коммуна                | Кюльц (Хунсрюк)                                                 | Зиммерн/Хунсрюк                                | Рейнланд-Пфальц           | повернут налево, на синем с церковью                                              |
|                              | район                  | Бад-Дюркхайм                                                    | Бад-Дюркхайм                                   | Рейнланд-Пфальц           | повернут налево                                                                   |
|                              | коммуна                | Нофельден                                                       | Санкт-Вендель (район)                          | Саар                      | повернут налево                                                                   |
|                              | район                  | Амберг-Зульцбах                                                 | Амберг-Зульцбах                                | Бавария                   | повернут налево                                                                   |
|                              | коммуна                | Бамменталь                                                      | Рейн-Неккар (район)                            | Баден-Вюртемберг          | повернут налево, без короны                                                       |
|                              | город                  | Эденкобен                                                       | Эденкобен                                      | Рейнланд-Пфальц           | повернут налево                                                                   |
|                              | бывший район           | Франкенталь (Пфальц)                                            |                                                | Рейнланд-Пфальц           |                                                                                   |
|                              | коммуна                | Меккесхайм                                                      | Рейн-Неккар (район)                            | Баден-Вюртемберг          | повернут налево, усилено золото и без короны                                      |
|                              | выс. адм.              | Верхний Пфальц                                                  |                                                | Бавария                   | повернут налево                                                                   |
|                              | коммуна                | Розенкопф                                                       | Цвайбрюккен-Ланд                               | Рейнланд-Пфальц           | без короны, повернут налево                                                       |
|                              | район                  | Швандорф                                                        | Швандорф                                       | Бавария                   | повернут налево                                                                   |
|                              | бывшая коммуна         | Вальдхилсбах относится к Неккаргемюнд                           | Рейн-Неккар (район)                            | Баден-Вюртемберг          | повернут налево, без короны                                                       |
|                              | коммуна                | Вальсхайм                                                       | Ландау-Ланд                                    | Рейнланд-Пфальц           | повернут налево                                                                   |
|                              | город                  | Вайнхайм                                                        | Рейн-Неккар (район)                            | Баден-Вюртемберг          | повернут налево                                                                   |
|                              | коммуна                | Хеддесхайм                                                      | Рейн-Неккар (район)                            | Баден-Вюртемберг          | повернут налево                                                                   |
|                              | коммуна                | Креэнберг                                                       | Талайшвайлер-Фрёшен – Вальхальбен              | Рейнланд-Пфальц           | без короны, повернут налево                                                       |
|                              | коммуна                | Плайценхаузен                                                   | Зиммерн/Хунсрюк                                | Рейнланд-Пфальц           | повернут налево, без короны                                                       |
|                              | бывшая коммуна         | Бёль относится к Бёль-Иггельхайм                                | Рейн-Пфальц (район)                            | Рейнланд-Пфальц           | шагающий на всех лапах                                                            |
|                              | коммуна                | Брюккен                                                         | Верхний Гланталь                               | Рейнланд-Пфальц           | шагающий, держит золотой молот                                                    |
|                              | коммуна                | Фреттенхайм                                                     | Альцай-Вормс                                   | Рейнланд-Пфальц           | шагающий на всех лапах                                                            |
|                              | коммуна                | Кюмбдхен                                                        | Зиммерн/Хунсрюк                                | Рейнланд-Пфальц           | шагающий на всех лапах                                                            |
|                              | город                  | Ламбрехт                                                        | Бад-Дюркхайм (район)                           | Рейнланд-Пфальц           | верхняя половина, шагающий на всех лапах                                          |
|                              | город                  | Зиммерн (Хунсрюк)                                               | Зиммерн/Хунсрюк                                | Рейнланд-Пфальц           | шагающий на всех лапах                                                            |
|                              | управление             | Зиммерн/Хунсрюк                                                 | Рейн-Хунсрюк                                   | Рейнланд-Пфальц           | шагающий на всех лапах                                                            |
|                              | ярмарочная община      | Брукк-ин-дер-Оберпфальц                                         | Швандорф                                       | Бавария                   | шагающий на всех лапах                                                            |
|                              | коммуна                | Шламмерсдорф                                                    | Нойштадт-ан-дер-Вальднаб                       | Бавария                   | шагающий                                                                          |
|                              | коммуна                | Альтлусхайм                                                     | Рейн-Неккар (район)                            | Баден-Вюртемберг          | без короны, во весь рост, с епископским посохом                                   |
|                              | город                  | Бад-Тёльц                                                       | Бад-Тёльц-Вольфратсхаузен                      | Бавария                   | во весь рост, без короны                                                          |
|                              | коммуна                | Ильбесхайм-Ландау                                               | Ландау-Ланд                                    | Рейнланд-Пфальц           | без короны, на зеленой тройной горе во весь рост                                  |
|                              | коммуна                | Зельцен                                                         | Рейн-Зельц                                     | Рейнланд-Пфальц           | во весь рост, с серебряным ключом                                                 |
|                              | город                  | Альцай                                                          | Альцай-Вормс                                   | Рейнланд-Пфальц           | во весь рост                                                                      |
|                              | город                  | Амберг                                                          | Амберг                                         | Бавария                   | во весь рост                                                                      |
|                              | коммуна                | Дорн-Дюркхайм                                                   | Рейн-Зельц                                     | Рейнланд-Пфальц           | во весь рост                                                                      |
|                              | коммуна                | Аймсхайм                                                        | Рейн-Зельц                                     | Рейнланд-Пфальц           | во весь рост                                                                      |
|                              | коммуна                | Эрдесбах                                                        | Кузель-Альтенглан                              | Рейнланд-Пфальц           | во весь рост                                                                      |
|                              | район                  | Гермерсхайм                                                     |                                                | Рейнланд-Пфальц           | во весь рост                                                                      |
|                              | коммуна                | Хайнценхаузен                                                   | Лаутереккен-Вольфштайн                         | Рейнланд-Пфальц           | во весь рост                                                                      |
|                              | коммуна                | Хохборн                                                         | Альцай-Вормс                                   | Рейнланд-Пфальц           | во весь рост                                                                      |
|                              | город                  | Хоккенхайм                                                      | Рейн-Неккар (район)                            | Баден-Вюртемберг          | во весь рост                                                                      |
|                              | коммуна                | Кирхенпингартен                                                 | Байройт                                        | Бавария                   | во весь рост, держит улей                                                         |
|                              | бывшая коммуна         | Оберхохштадт                                                    | Хохштадт (Пфальц)                              | Рейнланд-Пфальц           | во весь рост, держит серебряный ромб (до 1969)                                    |
|                              | город                  | Швандорф                                                        | Швандорф                                       | Бавария                   | во весь рост                                                                      |
|                              | управление             | Шпрендлинген-Гензинген                                          | Майнц-Бинген                                   | Рейнланд-Пфальц           | на синем                                                                          |
|                              | ярмарочная община      | Эсларн                                                          | Нойштадт-ан-дер-Вальднаб (район)               | Бавария                   | без короны, во весь рост                                                          |
|                              | коммуна                | Бибельнхайм                                                     | Альцай-Вормс                                   | Рейнланд-Пфальц           | во весь рост                                                                      |
|                              | коммуна                | Хартхаузен                                                      | Рейн-Пфальц (район)                            | Рейнланд-Пфальц           | два льва во весь рост, вероятно старинный герб                                    |
|                              | (устаревший герб)      | Хартхаузен                                                      | Рейн-Пфальц (район)                            | Рейнланд-Пфальц           | 1845–1951, два повернутых друг к другу льва без корон, несущих жернов             |
|                              | бывшая коммуна         | Нидерайзенбах                                                   | Кузель (район)                                 | Рейнланд-Пфальц           | во весь рост, без короны                                                          |
|                              | коммуна                | Альфельд (Средняя Франкония)                                    | Нюрнбергер-Ланд                                | Бавария                   | во весь рост                                                                      |
|                              | коммуна                | Штайндорф                                                       | Айхах-Фридберг                                 | Бавария                   | во весь рост                                                                      |
|                              | управление             | Альцай-Ланд                                                     | Альцай-Вормс                                   | Рейнланд-Пфальц           | во весь рост                                                                      |
|                              | коммуна                | Бельгвайлер                                                     | Зиммерн/Хунсрюк                                | Рейнланд-Пфальц           | во весь рост, без короны                                                          |
|                              | коммуна                | Манубах                                                         | Рейн-Наэ                                       | Рейнланд-Пфальц           | во весь рост, держит щит                                                          |
|                              | коммуна                | Унденхайм                                                       | Рейн-Зельц                                     | Рейнланд-Пфальц           |                                                                                   |
|                              | коммуна                | Берг-бай-Ноймаркт-ин-дер-Оберпфальц                             | Ноймаркт-ин-дер-Оберпфальц                     | Бавария                   | во весь рост                                                                      |
|                              | коммуна                | Гланбрюккен                                                     | Лаутереккен-Вольфштайн                         | Рейнланд-Пфальц           | во весь рост, без короны                                                          |
|                              | коммуна                | Эрхартинг                                                       | Мюльдорф-ам-Инн                                | Бавария                   | во весь рост                                                                      |
|                              | коммуна                | Гроскаролиненфельд                                              | Розенхайм                                      | Бавария                   | без короны, во весь рост на зеленой тройной горе                                  |
|                              | коммуна                | Хёайшвайлер                                                     | Талайшвайлер-Фрёшен – Вальхальбен              | Рейнланд-Пфальц           | во весь рост, без короны                                                          |
|                              | бывшее управление      | Вальхальбен                                                     | Юго-западный Пфальц (район)                    | Рейнланд-Пфальц           | без короны, во весь рост                                                          |
|                              | управление             | Аннвайлер-ам-Трифельс                                           | Южный Вайнштрассе                              | Рейнланд-Пфальц           | во весь рост                                                                      |
|                              | коммуна                | Мюнхвайлер-на-Клингбахе                                         | Аннвайлер-ам-Трифельс                          | Рейнланд-Пфальц           | без короны, во весь рост                                                          |
|                              | район                  | Нойбург-Шробенхаузен                                            | Oberbayern                                     | Бавария                   | во весь рост                                                                      |
|                              | управление             | Райн-Наэ                                                        | Майнц-Бинген (район)                           | Рейнланд-Пфальц           |                                                                                   |
|                              | управление             | Дайдесхайм                                                      | Бад-Дюркхайм (район)                           | Рейнланд-Пфальц           | во весь рост                                                                      |
|                              | бывшее управление      | Хеттенлайдельхайм                                               | Бад-Дюркхайм (район)                           | Рейнланд-Пфальц           | во весь рост                                                                      |
|                              | коммуна                | Нидерхаймбах                                                    | Райн-Наэ                                       | Рейнланд-Пфальц           | во весь рост                                                                      |
|                              | коммуна                | Альберсвайлер                                                   | Аннвайлер-ам-Трифельс                          | Рейнланд-Пфальц           | без короны, повернут налево, во весь рост                                         |
|                              | город                  | Шветцинген                                                      | Рейн-Неккар (район)                            | Баден-Вюртемберг          | повернут налево, без короны, во весь рост                                         |
|                              | город                  | Фрайнсхайм                                                      | Бад-Дюркхайм (район)                           | Рейнланд-Пфальц           | повернут налево, во весь рост                                                     |
|                              | управление             | Бад-Бергцаберн                                                  | Южный Вайнштрассе                              | Рейнланд-Пфальц           | во весь рост, без короны, повернут налево                                         |
|                              | ярмарочная община      | Лабер                                                           | Регенсбург (район)                             | Бавария                   | только голова                                                                     |
|                              | коммуна                | Бар                                                             | Айхах-Фридберг                                 | Бавария                   | только голова                                                                     |
|                              | коммуна                | Шварценбах                                                      | Нойштадт-ан-дер-Вальднаб (район)               | Бавария                   | только голова                                                                     |
|                              | коммуна                | Хиршбах                                                         | Амберг-Зульцбах                                | Бавария                   | только голова                                                                     |
|                              | ярмарочная община      | Бургленгенфельд                                                 | Швандорф                                       | Бавария                   |                                                                                   |
|                              | район города           | Мёрш относится к Франкенталь (Пфальц)                           | Франкенталь (Пфальц)                           | Рейнланд-Пфальц           |                                                                                   |
|                              | район города           | Мёрш относится к Франкенталь (Пфальц)                           | Франкенталь (Пфальц)                           | Рейнланд-Пфальц           |                                                                                   |
|                              | район города           | Оггерсхайм относится к Людвигсхафен-ам-Райн                     | Людвигсхафен-ам-Райн                           | Рейнланд-Пфальц           |                                                                                   |
|                              | район города           | Гревенхаузен относится к Ламбрехт (Пфальц)                      | Людвигсхафен-ам-Райн                           | Рейнланд-Пфальц           |                                                                                   |
|                              | коммуна                | Вахенхайм-ан-дер-Вайнштрасе                                     | Бад-Дюркхайм (район)                           | Рейнланд-Пфальц           |                                                                                   |
|                              | бывший район           | Роккенхаузен                                                    |                                                | Рейнланд-Пфальц           |                                                                                   |
|                              | коммуна                | Нидермошель                                                     | Доннерсберг (район)                            | Рейнланд-Пфальц           |                                                                                   |
|                              | коммуна                | Оберндорф                                                       | Доннерсберг (район)                            | Рейнланд-Пфальц           |                                                                                   |
|                              | коммуна                | Зиттерс                                                         | Доннерсберг (район)                            | Рейнланд-Пфальц           |                                                                                   |
|                              | коммуна                | Айнзельтум                                                      | Доннерсберг (район)                            | Рейнланд-Пфальц           |                                                                                   |
|                              | коммуна                | Мёрсфельд                                                       | Доннерсберг (район)                            | Рейнланд-Пфальц           |                                                                                   |
|                              | управление             | Роккенхаузен                                                    | Доннерсберг (район)                            | Рейнланд-Пфальц           |                                                                                   |
|                              | коммуна                | Дилькирхен                                                      | Доннерсберг (район)                            | Рейнланд-Пфальц           |                                                                                   |
|                              | коммуна                | Гундерсвайлер                                                   | Доннерсберг (район)                            | Рейнланд-Пфальц           |                                                                                   |
|                              | коммуна                | Рансвайлер                                                      | Доннерсберг (район)                            | Рейнланд-Пфальц           |                                                                                   |
|                              | коммуна                | Руппертсеккен                                                   | Доннерсберг (район)                            | Рейнланд-Пфальц           |                                                                                   |
|                              | коммуна                | Бельхайм                                                        | Гермерсхайм (район)                            | Рейнланд-Пфальц           |                                                                                   |
|                              | коммуна                | Берг (Пфальц)                                                   | Гермерсхайм (район)                            | Рейнланд-Пфальц           |                                                                                   |
|                              | коммуна                | Нойбург-на-Рейне                                                | Гермерсхайм (район)                            | Рейнланд-Пфальц           |                                                                                   |
|                              | коммуна                | Эрленбах-Кандель                                                | Гермерсхайм (район)                            | Рейнланд-Пфальц           |                                                                                   |
|                              | коммуна                | Винден                                                          | Гермерсхайм (район)                            | Рейнланд-Пфальц           |                                                                                   |
|                              | управление             | Брухмюльбах-Мизау                                               | Кайзерслаутерн (район)                         | Рейнланд-Пфальц           |                                                                                   |
|                              | коммуна                | Брухмюльбах-Мизау                                               | Кайзерслаутерн (район)                         | Рейнланд-Пфальц           |                                                                                   |
|                              | коммуна                | Франкельбах                                                     | Кайзерслаутерн (район)                         | Рейнланд-Пфальц           |                                                                                   |
|                              | управление             | Рамштайн-Мизенбах                                               | Кайзерслаутерн (район)                         | Рейнланд-Пфальц           |                                                                                   |
|                              | коммуна                | Хюченхаузен                                                     | Кайзерслаутерн (район)                         | Рейнланд-Пфальц           |                                                                                   |
|                              | бывшая коммуна         | Хюченхаузен относится к Хюченхаузен                             | Кайзерслаутерн (район)                         | Рейнланд-Пфальц           |                                                                                   |
|                              | бывшая коммуна         | Катценбах относится к Хюченхаузен                               | Кайзерслаутерн (район)                         | Рейнланд-Пфальц           |                                                                                   |
|                              | бывшая коммуна         | Шпезбах относится к Хюченхаузен                                 | Кайзерслаутерн (район)                         | Рейнланд-Пфальц           |                                                                                   |
|                              | коммуна                | Нидермор                                                        | Кайзерслаутерн (район)                         | Рейнланд-Пфальц           |                                                                                   |
|                              | бывшая коммуна         | Нидермор относится к Нидермор                                   | Кайзерслаутерн (район)                         | Рейнланд-Пфальц           |                                                                                   |
|                              | бывшая коммуна         | Ройшбах относится к Нидермор                                    | Кайзерслаутерн (район)                         | Рейнланд-Пфальц           |                                                                                   |
|                              | коммуна                | Рамштайн-Мизенбах                                               | Кайзерслаутерн (район)                         | Рейнланд-Пфальц           |                                                                                   |
|                              | бывшая коммуна         | Рамштайн относится к Рамштайн-Мизенбах                          | Кайзерслаутерн (район)                         | Рейнланд-Пфальц           |                                                                                   |
|                              | коммуна                | Штайнвенден                                                     | Кайзерслаутерн (район)                         | Рейнланд-Пфальц           |                                                                                   |
|                              | бывшая коммуна         | Райхенбах относится к Райхенбах-Штеген                          | Кайзерслаутерн (район)                         | Рейнланд-Пфальц           | без короны                                                                        |
|                              | бывшая коммуна         | Фокенберг-Лимбах относится к Райхенбах-Штеген                   | Кайзерслаутерн (район)                         | Рейнланд-Пфальц           | без короны                                                                        |
|                              | бывший район           | Цвайбрюккен (район)                                             |                                                | Рейнланд-Пфальц           |                                                                                   |
|                              | коммуна                | Батвайлер                                                       | Юго-западный Пфальц (район)                    | Рейнланд-Пфальц           |                                                                                   |
|                              | бывший район           | Бад-Бергцаберн (район)                                          |                                                | Рейнланд-Пфальц           |                                                                                   |
|                              | бывший район           | Ландау-ин-дер-Пфальц (район)                                    |                                                | Рейнланд-Пфальц           |                                                                                   |
|                              | бывшая коммуна         | Грефенхаузен относится к Аннвайлер-ам-Трифельс                  | Южный Вайнштрассе                              | Рейнланд-Пфальц           |                                                                                   |
|                              | коммуна                | Дёрренбах                                                       | Южный Вайнштрассе                              | Рейнланд-Пфальц           |                                                                                   |
|                              | бывшая коммуна         | Швайген относится к Швайген-Рехтенбах                           | Южный Вайнштрассе                              | Рейнланд-Пфальц           |                                                                                   |
|                              | бывшая коммуна         | Мюльхофен относится к Биллигхайм-Ингенхайм                      | Южный Вайнштрассе                              | Рейнланд-Пфальц           |                                                                                   |
|                              | коммуна                | Хальгартен                                                      | Бад-Кройцнах (район)                           | Рейнланд-Пфальц           |                                                                                   |
|                              | коммуна                | Оберхаузен (Наэ)                                                | Бад-Кройцнах (район)                           | Рейнланд-Пфальц           |                                                                                   |
|                              | бывший район           | Санкт-Ингберт                                                   |                                                | Саар                      |                                                                                   |
|                              | бывшая коммуна         | Блисдальхайм относится к Герсхайм                               | Саарпфальц (район)                             | Саар                      | без короны                                                                        |
|                              | бывшая коммуна         | Вальсхайм относится к Герсхайм                                  | Саарпфальц (район)                             | Саар                      |                                                                                   |
|                              | город                  | Санкт-Ингберт                                                   | Саарпфальц (район)                             | Саар                      | без короны                                                                        |
|                              | бывшая коммуна         | Хассель относится к Санкт-Ингберт                               | Саарпфальц (район)                             | Саар                      |                                                                                   |
|                              | район                  | Бад-Кройцнах                                                    |                                                | Рейнланд-Пфальц           |                                                                                   |
|                              | управление             | Трабен-Трарбах                                                  | Бернкастель-Витлих (район)                     | Рейнланд-Пфальц           |                                                                                   |
|                              | бывшая коммуна         | Пфальцдорф относится к Гох                                      | Клеве (район)                                  | Северный Рейн-Вестфалия   |                                                                                   |
|                              | бывшая коммуна         | Иберсхайм относится к Вормс                                     | Вормс                                          | Рейнланд-Пфальц           |                                                                                   |
|                              | бывшая коммуна         | Рейндюркхайм относится к Вормс                                  | Вормс                                          | Рейнланд-Пфальц           |                                                                                   |
|                              | коммуна                | Альбиг                                                          | Альцай-Вормс (район)                           | Рейнланд-Пфальц           |                                                                                   |
|                              | коммуна                | Фраймерсхайм (Рейнхессен)                                       | Альцай-Вормс (район)                           | Рейнланд-Пфальц           | держит букву F передними лапами                                                   |
|                              | район города           | Вельтенхоф относится к Брауншвейг                               | Брауншвейг                                     | Нижняя Саксония           | держит серебряное здание                                                          |
|                              | коммуна                | Ригенрот                                                        | Рейн-Хунсрюк                                   | Рейнланд-Пфальц           | пальмовые листья                                                                  |
|                              | коммуна                | Хольцбах                                                        | Рейн-Хунсрюк                                   | Рейнланд-Пфальц           | на бело-голубых ромбах                                                            |
|                              | коммуна                | Аргенталь                                                       | Рейн-Хунсрюк                                   | Рейнланд-Пфальц           | повернут налево, без короны                                                       |
|                              | коммуна                | Ольвайлер                                                       | Рейн-Хунсрюк                                   | Рейнланд-Пфальц           | повернут налево, без короны                                                       |
|                              | ярмарочная община      | Мауэркирхен                                                     | Браунау-ам-Инн (округ)                         | Верхняя Австрия           | без короны                                                                        |
|                              | коммуна                | Пёндорф                                                         | Фёклабрукк (округ)                             | Верхняя Австрия           | повернут налево                                                                   |
|                              | город                  | Райн (Лех)                                                      | Донау-Рис                                      | Бавария                   | только голова                                                                     |
|                              | коммуна                | Эппельсхайм                                                     | Альцай-Вормс (район)                           | Рейнланд-Пфальц           |                                                                                   |
|                              | бывший район           | Санкт-Гоар                                                      |                                                | Рейнланд-Пфальц           |                                                                                   |
|                              | бывший район           | Санкт-Гоарсхаузен                                               |                                                | Рейнланд-Пфальц           |                                                                                   |
|                              | управление             | Рейнауэн                                                        | Рейн-Пфальц (район)                            | Рейнланд-Пфальц           | без короны, держит щит                                                            |
|                              | управление             | Рейн-Зельц                                                      | Майнц-Бинген (район)                           | Рейнланд-Пфальц           |                                                                                   |

## Пфальцский лев в гербахвооруженных сил Германии
| Герб | подразделение                           | место дислокации                           |
| ---- | --------------------------------------- | ------------------------------------------ |
|      | земельное командование Рейнланд-Пфальца | в Майнце в Generalfeldzeugmeister-казармах |